# 霍季伊夫卡 (科留科夫卡區)
51°42′48″N 32°29′18″E / 51.71333°N 32.48833°E
霍季伊夫卡（烏克蘭語：Хотіївка）是位於烏克蘭北部切爾尼希夫州裏科留基夫卡區的村莊，面積1.82平方公里，海拔高度158米，2001年人口292，人口密度每平方公里160.4人。